# Un'ora sola ti vorrei (film)
Un'ora sola ti vorrei è un film documentario del 2002 diretto di Alina Marazzi. Il film ha vinto il Premio migliore documentario italiano al Torino Film Festival del 2003.

## Trama
Una figlia (Alina Marazzi) ricostruisce il volto e la storia della madre morta suicida (Luisa Marazzi Hoepli) attraverso i filmati del nonno. Un omaggio alla memoria di una persona cara mai conosciuta e per questo ancora più desiderata.

## Produzione
Il film è un montaggio di materiali provenienti dall'archivio personale della regista. Tutto il film è narrato attraverso la voce della regista (Alina Marazzi) che alterna la lettura dei diari della madre (Luisa Marazzi Hoepli) e le cartelle cliniche dei ricoveri.

## Riconoscimenti
- 2002 - Festival dei popoli
  - Menzione speciale
- 2002 - Locarno Festival
  - Menzione speciale
- 2003 - Torino Film Festival
  - Premio migliore documentario italiano
- 2005 - Sulmonacinema Film Festival
  - Miglior regia
- 2008 - SalinaDocFest
  - Premio Signum al miglior film scelto dal pubblico